# Shamli
Shamli är en stad i delstaten Uttar Pradesh i Indien. Den är administrativ huvudort för distriktet Shamli, som bildades 28 september 2011. Folkmängden uppgick till 107 266 invånare vid folkräkningen 2011.